# Montrabé
Montrabé [mɔ̃'ʁabe] est une commune française située dans le nord-est du département de la Haute-Garonne, en région Occitanie.
Sur le plan historique et culturel, la commune est dans le Pays toulousain, qui s’étend autour de Toulouse le long de la vallée de la Garonne, bordé à l’ouest par les coteaux du Savès, à l’est par ceux du Lauragais et au sud par ceux de la vallée de l’ Ariège et du Volvestre. Exposée à un climat océanique altéré, elle est drainée par la Sausse, la Seillonne, le ruisseau de Gazel et par deux autres cours d'eau.
Montrabé est une commune urbaine qui compte 4 322 habitants en 2022, après avoir connu une forte hausse de la population depuis 1962. Elle appartient à l'unité urbaine de Toulouse et fait partie de l'aire d'attraction de Toulouse. Ses habitants sont appelés les Montrabéens ou  Montrabéennes.

## Géographie

### Localisation
La commune de Montrabé se trouve dans le département de la Haute-Garonne, en région Occitanie.
Elle se situe à 8 km à vol d'oiseau de Toulouse, préfecture du département
La commune fait en outre partie du bassin de vie de Toulouse.
Les communes les plus proches sont : 
Pin-Balma (1,9 km), Rouffiac-Tolosan (2,4 km), Beaupuy (2,4 km), Mondouzil (2,7 km), Saint-Jean (3,0 km), L'Union (3,6 km), Castelmaurou (3,9 km), Balma (4,2 km).
Sur le plan historique et culturel, Montrabé fait partie du pays toulousain, une ceinture de plaines fertiles entrecoupées de bosquets d'arbres, aux molles collines semées de fermes en briques roses, inéluctablement grignotée par l'urbanisme des banlieues.
Montrabé est limitrophe de sept autres communes.
Les communes limitrophes sont Rouffiac-Tolosan, Balma, Beaupuy, Mondouzil, Pin-Balma, Saint-Jean et L'Union.
| Saint-Jean | Rouffiac-Tolosan | Beaupuy   |
| L'Union    | Montrabé         | Mondouzil |
| Balma      | Pin-Balma        |           |

### Géologie et relief
La superficie de la commune de est de 523 hectares ; son altitude varie de 143  à   211 mètres.

### Hydrographie

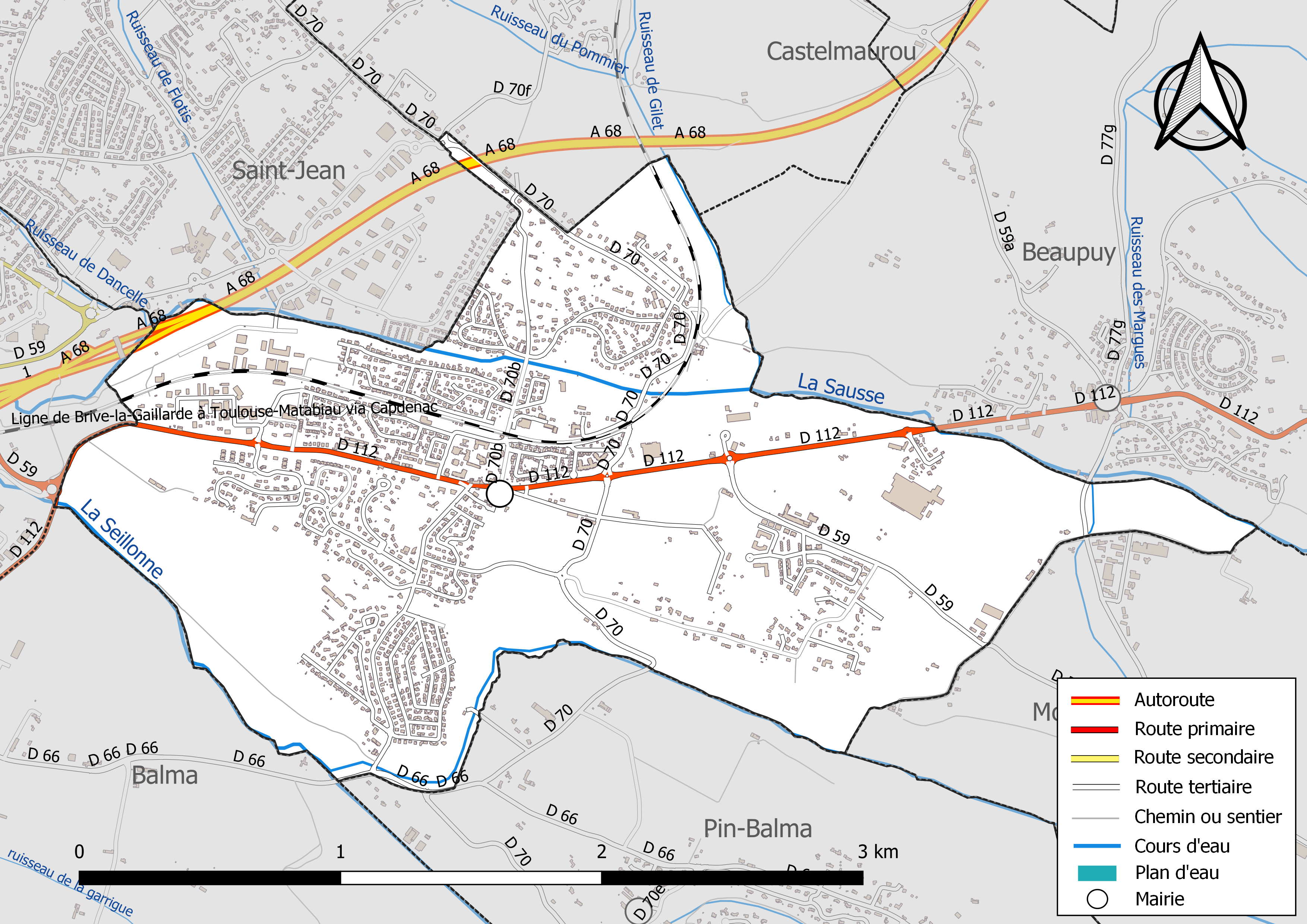
Réseaux hydrographique et routier de Montrabé.

La commune est dans le bassin de la Garonne, au sein du bassin hydrographique Adour-Garonne. Elle est drainée par la Sausse, la Seillonne, le ruisseau de Gazel, le ruisseau de Gilet et par un petit cours d'eau, constituant un réseau hydrographique de 5 km de longueur totale,.
La Sausse, d'une longueur totale de 22,1 km, prend sa source dans la commune de Lanta et s'écoule du sud-est vers le nord-ouest. Elle traverse la commune et se jette dans l'Hers-Mort à Toulouse, après avoir traversé 11 communes.
La Seillonne, d'une longueur totale de 24,1 km, prend sa source dans la commune de Caraman et s'écoule du sud-est vers le nord-ouest. Elle traverse la commune et se jette dans la Sausse à L'Union, après avoir traversé 11 communes.

### Climat
Pour des articles plus généraux, voir Climat de l'Occitanie et Climat de la Haute-Garonne.
En 2010, le climat de la commune est de type climat du Bassin du Sud-Ouest, selon une étude s'appuyant sur une série de données couvrant la période 1971-2000. En 2020, Météo-France publie une typologie des climats de la France métropolitaine dans laquelle la commune est exposée à un climat océanique altéré et est dans la région climatique Aquitaine, Gascogne, caractérisée par une pluviométrie abondante au printemps, modérée en automne, un faible ensoleillement au printemps, un été chaud (19,5 °C), des vents faibles, des brouillards fréquents en automne et en hiver et des orages fréquents en été (15 à 20 jours).
Pour la période 1971-2000, la température annuelle moyenne est de 13,2 °C, avec une amplitude thermique annuelle de 16,2 °C. Le cumul annuel moyen de précipitations est de 721 mm, avec 9,7 jours de précipitations en janvier et 5,2 jours en juillet. Pour la période 1991-2020, la température moyenne annuelle observée sur la station météorologique la plus proche, située sur la commune de Blagnac à 11 km à vol d'oiseau, est de 14,2 °C et le cumul annuel moyen de précipitations est de 627,0 mm,. Pour l'avenir, les paramètres climatiques de la commune estimés pour 2050 selon différents scénarios d'émission de gaz à effet de serre sont consultables sur un site dédié publié par Météo-France en novembre 2022.

### Milieux naturels et biodiversité
Aucun espace naturel présentant un intérêt patrimonial n'est recensé sur la commune dans l'inventaire national du patrimoine naturel,,.

## Urbanisme

### Typologie
Au 1er janvier 2024, Montrabé est catégorisée ceinture urbaine, selon la nouvelle grille communale de densité à sept niveaux définie par l'Insee en 2022.
Elle appartient à l'unité urbaine de Toulouse, une agglomération inter-départementale regroupant 81  communes, dont elle est une commune de la banlieue,,. Par ailleurs la commune fait partie de l'aire d'attraction de Toulouse, dont elle est une commune de la couronne,. Cette aire, qui regroupe 527 communes, est catégorisée dans les aires de 700 000 habitants ou plus (hors Paris),.

### Occupation des sols

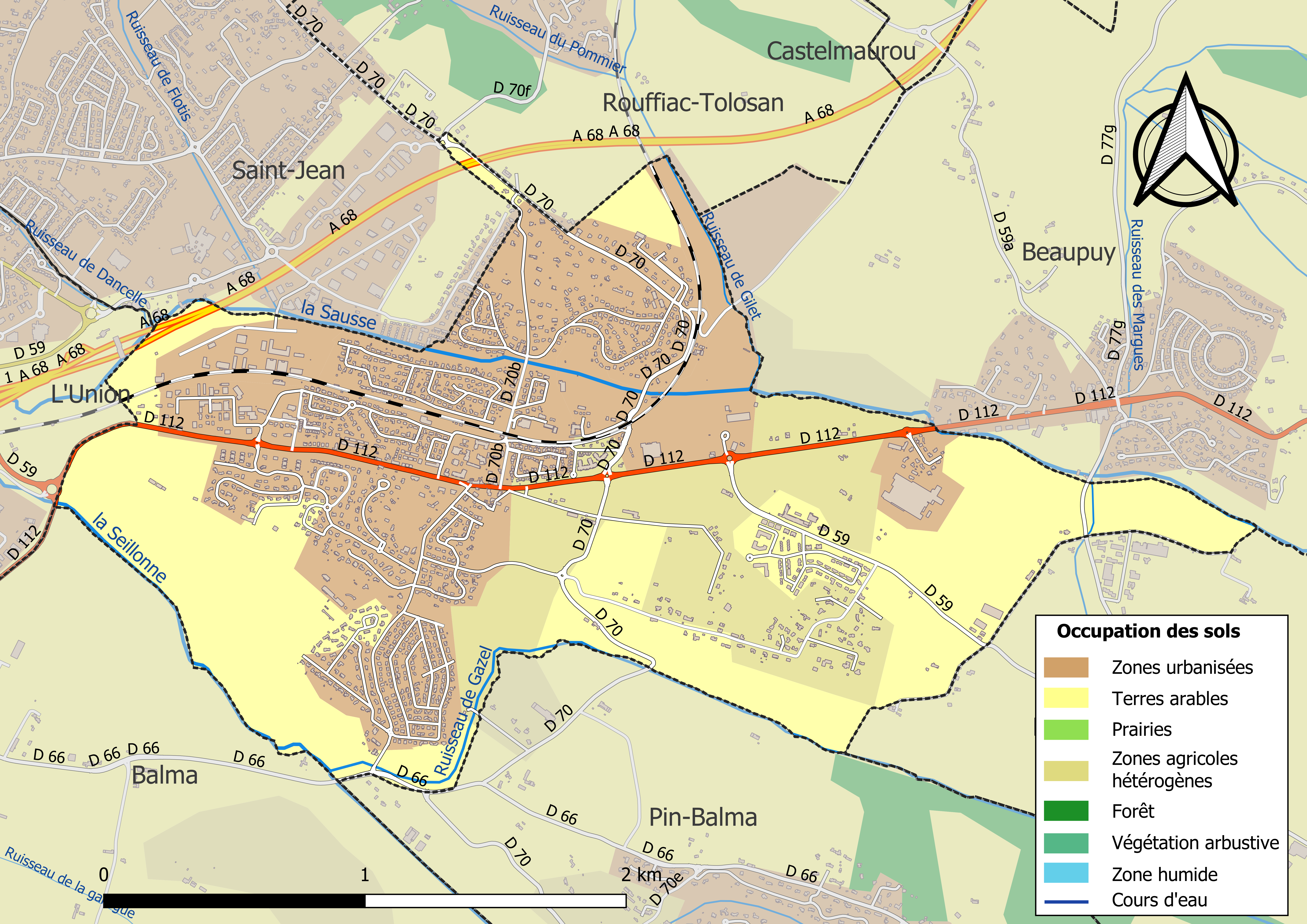
Carte des infrastructures et de l'occupation des sols de la commune en 2018 (CLC).

L'occupation des sols de la commune, telle qu'elle ressort de la base de données européenne d’occupation biophysique des sols Corine Land Cover (CLC), est marquée par l'importance des territoires agricoles (56,2 % en 2018), en diminution par rapport à 1990 (74,6 %). La répartition détaillée en 2018 est la suivante : 
terres arables (35,3 %), zones urbanisées (34,7 %), zones agricoles hétérogènes (20,9 %), espaces verts artificialisés, non agricoles (6,5 %), zones industrielles ou commerciales et réseaux de communication (2,7 %). L'évolution de l’occupation des sols de la commune et de ses infrastructures peut être observée sur les différentes représentations cartographiques du territoire : la carte de Cassini (XVIIIe siècle), la carte d'état-major (1820-1866) et les cartes ou photos aériennes de l'IGN pour la période actuelle (1950 à aujourd'hui).

### Lieux-dits ou hameaux
Le Terlon, la Marquette, Bel Souleil, Bordé Haute, Marignac.

### Voies de communication et transports
Accès par le périphérique de Toulouse sortie 15.
Les TER Occitanie desservent la commune à la gare de Montrabé, sur la ligne de Brive-la-Gaillarde à Toulouse-Matabiau via Capdenac.
Plusieurs lignes de bus Tisséo relient la commune au métro toulousain :
- la ligne 20 part de la station de métro Balma - Gramont jusqu'à Beaupuy en passant par le centre de la commune, le stade et le collège ;
- la ligne 101 part de la station de métro Balma - Gramont jusqu'à Mondouzil en passant par le collège.

La ligne 76 du Réseau Arc-en-Ciel et la ligne 956 du réseau liO desservent également la commune.

### Risques majeurs
Le territoire de la commune de Montrabé est vulnérable à différents aléas naturels : météorologiques (tempête, orage, neige, grand froid, canicule ou sécheresse), inondations et séisme (sismicité très faible). Un site publié par le BRGM permet d'évaluer simplement et rapidement les risques d'un bien localisé soit par son adresse soit par le numéro de sa parcelle.
Certaines parties du territoire communal sont susceptibles d’être affectées par le risque d’inondation par débordement de cours d'eau, notamment la Seillonne. La commune a été reconnue en état de catastrophe naturelle au titre des dommages causés par les inondations et coulées de boue survenues en 1982, 1988, 1989, 1992, 1993 et 2009,.

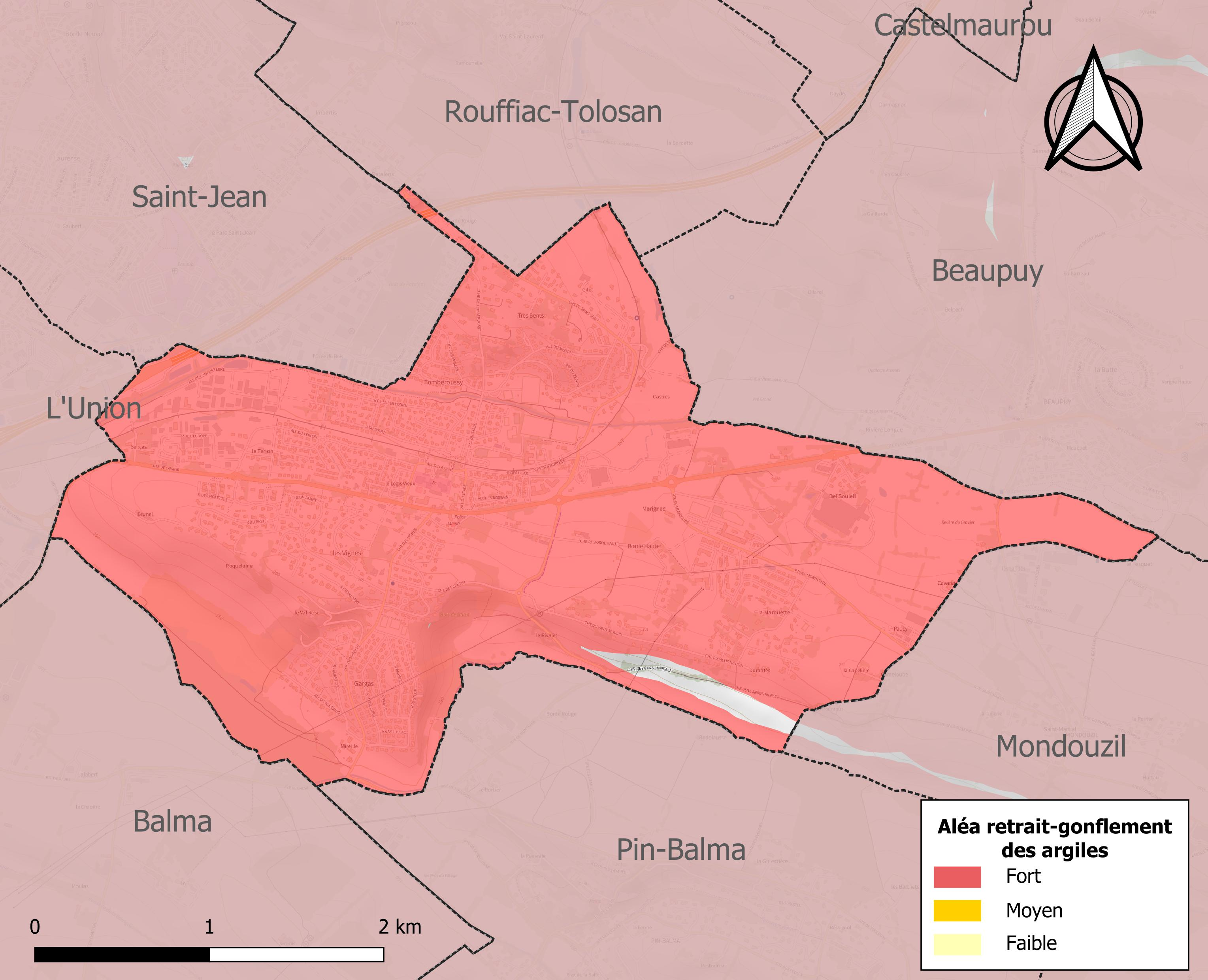
Carte des zones d'aléa retrait-gonflement des sols argileux de Montrabé.

Le retrait-gonflement des sols argileux est susceptible d'engendrer des dommages importants aux bâtiments en cas d’alternance de périodes de sécheresse et de pluie. 98,6 % de la superficie communale est en aléa moyen ou fort (88,8 % au niveau départemental et 48,5 % au niveau national). Sur les 1 325 bâtiments dénombrés sur la commune en 2019, 1 325 sont en aléa moyen ou fort, soit 100 %, à comparer aux 98 % au niveau départemental et 54 % au niveau national. Une cartographie de l'exposition du territoire national au retrait gonflement des sols argileux est disponible sur le site du BRGM,.
Par ailleurs, afin de mieux appréhender le risque d’affaissement de terrain, l'inventaire national des cavités souterraines permet de localiser celles situées sur la commune.
Concernant les mouvements de terrains, la commune a été reconnue en état de catastrophe naturelle au titre des dommages causés par la sécheresse en 1989, 1991, 1993, 1997, 1998, 2002, 2003, 2011, 2012, 2017 et 2019 et par des mouvements de terrain en 1999.

## Toponymie
Le nom de la commune (en occitan) est Montrabe.

## Politique et administration

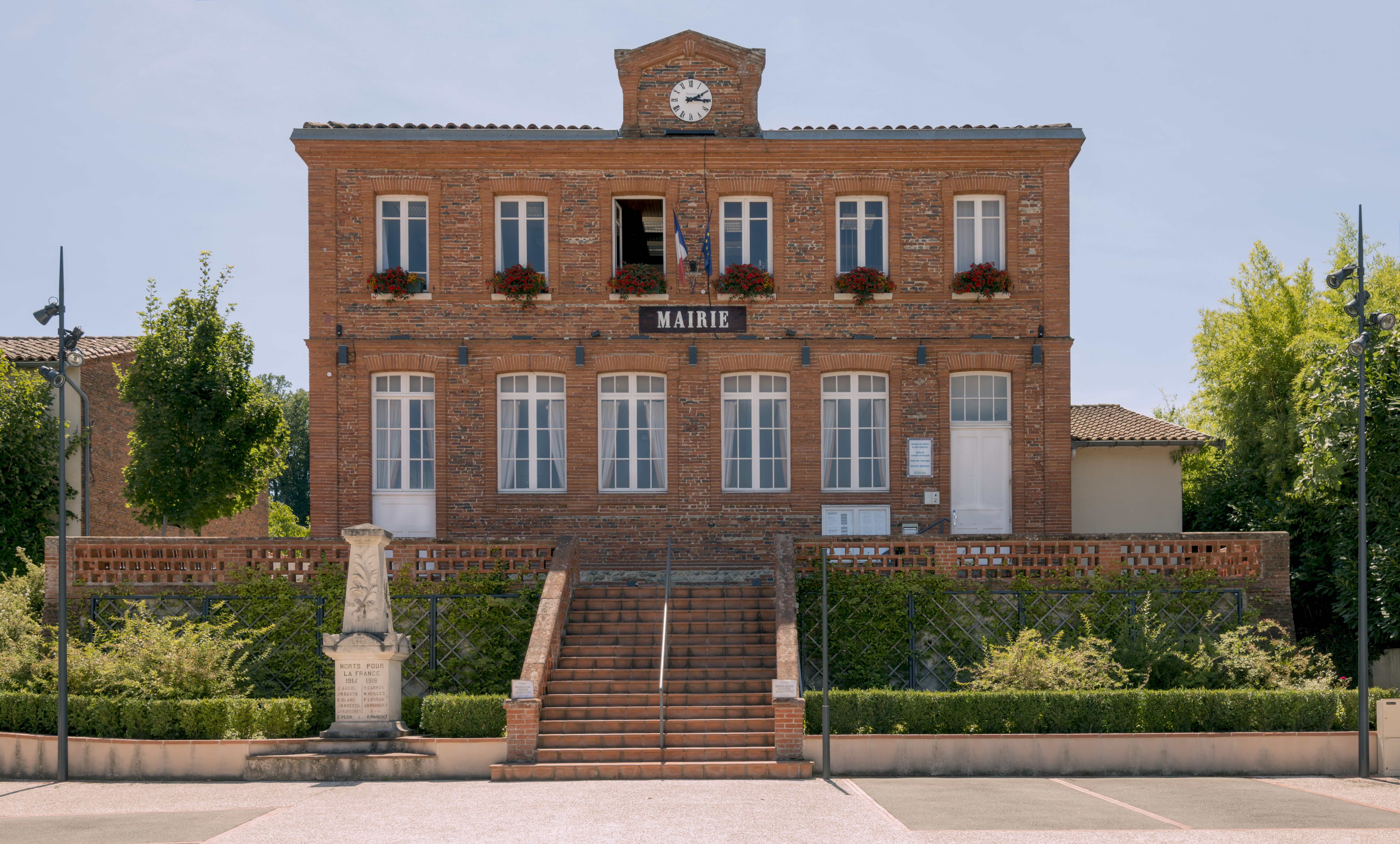
La mairie.

### Administration municipale
Le nombre d'habitants au recensement de 2017 étant compris entre 3 500 habitants et 4 999 habitants, le nombre de membres du conseil municipal pour l'élection de 2020 est de vingt-sept,.

### Rattachements administratifs et électoraux
Commune faisant partie de la deuxième circonscription de la Haute-Garonne, la commune de Montrabé a rejoint la Communauté urbaine du Grand Toulouse le 1er janvier 2011.

## Économie

### Revenus
En 2018  (données Insee publiées en septembre 2021), la commune compte 1 764 ménages fiscaux, regroupant 4 220 personnes. La médiane du revenu disponible par unité de consommation est de 26 940 € (23 140 € dans le département). 68 % des ménages fiscaux sont imposés (55,3 % dans le département).

### Emploi
|                | 2008  | 2013  | 2018  |
| -------------- | ----- | ----- | ----- |
| Commune        | 3,4 % | 5,3 % | 6,3 % |
| Département    | 7,7 % | 9,6 % | 9,3 % |
| France entière | 8,3 % | 10 %  | 10 %  |

En 2018, la population âgée de 15 à 64 ans s'élève à 2 630 personnes, parmi lesquelles on compte 78 % d'actifs (71,7 % ayant un emploi et 6,3 % de chômeurs) et 22 % d'inactifs,. Depuis 2008, le taux de chômage communal (au sens du recensement) des 15-64 ans est inférieur à celui de la France et du département.
La commune fait partie de la couronne de l'aire d'attraction de Toulouse, du fait qu'au moins 15 % des actifs travaillent dans le pôle,. Elle compte 1 348 emplois en 2018, contre 1 335 en 2013 et 1 011 en 2008. Le nombre d'actifs ayant un emploi résidant dans la commune est de 1 914, soit un indicateur de concentration d'emploi de 70,4 % et un taux d'activité parmi les 15 ans ou plus de 61,7 %.
Sur ces 1 914 actifs de 15 ans ou plus ayant un emploi, 223 travaillent dans la commune, soit 12 % des habitants. Pour se rendre au travail, 79,5 % des habitants utilisent un véhicule personnel ou de fonction à quatre roues, 13,9 % les transports en commun, 4,3 % s'y rendent en deux-roues, à vélo ou à pied et 2,3 % n'ont pas besoin de transport (travail au domicile).

### Activités hors agriculture

#### Secteurs d'activités
458 établissements sont implantés  à Montrabé au 31 décembre 2019. Le tableau ci-dessous en détaille le nombre par secteur d'activité et compare les ratios avec ceux du département,.
| Secteur d'activité                                                                                        | Commune | Commune | Département |
| Secteur d'activité                                                                                        | Nombre  | %       | %           |
| --- | ------- | ------- | ----------- |
| Ensemble                                                                                                  | 458     | 100 %   | (100 %)     |
| Industrie manufacturière, industries extractives et autres                                                | 27      | 5,9 %   | (5,7 %)     |
| Construction                                                                                              | 67      | 14,6 %  | (12 %)      |
| Commerce de gros et de détail, transports, hébergement et restauration                                    | 118     | 25,8 %  | (25,9 %)    |
| Information et communication                                                                              | 17      | 3,7 %   | (4,1 %)     |
| Activités financières et d'assurance                                                                      | 19      | 4,1 %   | (3,8 %)     |
| Activités immobilières                                                                                    | 15      | 3,3 %   | (4,2 %)     |
| Activités spécialisées, scientifiques et techniques et activités de services administratifs et de soutien | 95      | 20,7 %  | (19,8 %)    |
| Administration publique, enseignement, santé humaine et action sociale                                    | 70      | 15,3 %  | (16,6 %)    |
| Autres activités de services                                                                              | 30      | 6,6 %   | (7,9 %)     |

Le secteur du commerce de gros et de détail, des transports, de l'hébergement et de la restauration est prépondérant sur la commune puisqu'il représente 25,8 % du nombre total d'établissements de la commune (118 sur les 458 entreprises implantées  à Montrabé), contre 25,9 % au niveau départemental.

#### Entreprises et commerces
Les cinq entreprises ayant leur siège social sur le territoire communal qui génèrent le plus de chiffre d'affaires en 2020 sont : 
- Holding Omniphar'o7 - Op'7, vente à distance sur catalogue général (83 900 k€)
- SOSoxygene Garonne, location et location-bail d'autres biens personnels et domestiques (17 901 k€)
- Exedra Midi-Pyrenees, construction de routes et autoroutes (17 267 k€)
- Accessis, activités d'architecture (6 623 k€)
- Dauphine Isolation 31, travaux d'isolation (4 036 k€)

### Agriculture
|               | 1988 | 2000 | 2010 | 2020 |
| ------------- | ---- | ---- | ---- | ---- |
| Exploitations | 12   | 9    | 5    | 3    |
| SAU (ha)      | 364  | 262  | 155  | 105  |

La commune est dans le Lauragais, une petite région agricole occupant le nord-est du département de la Haute-Garonne, dont les coteaux portent des grandes cultures en sec avec une dominante blé dur et tournesol. En 2020, l'orientation technico-économique de l'agriculture  sur la commune est la culture de céréales et/ou d'oléoprotéagineuses. Trois exploitations agricoles ayant leur siège dans la commune sont dénombrées lors du recensement agricole de 2020 (12 en 1988). La superficie agricole utilisée est de 105 ha,,.

## Population et société

### Démographie
L'évolution du nombre d'habitants est connue à travers les recensements de la population effectués dans la commune depuis 1793. Pour les communes de moins de 10 000 habitants, une enquête de recensement portant sur toute la population est réalisée tous les cinq ans, les populations de référence des années intermédiaires étant quant à elles estimées par interpolation ou extrapolation. Pour la commune, le premier recensement exhaustif entrant dans le cadre du nouveau dispositif a été réalisé en 2008.

En 2022, la commune comptait 4 322 habitants, en évolution de +4,85 % par rapport à 2016 (Haute-Garonne : +8,02 %, France hors Mayotte : +2,11 %).
| 1793 | 1800 | 1806 | 1821 | 1831 | 1836 | 1841 | 1846 | 1851 |
| ---- | ---- | ---- | ---- | ---- | ---- | ---- | ---- | ---- |
| 177  | 216  | 189  | 193  | 210  | 232  | 220  | 250  | 216  |

| 1856 | 1861 | 1866 | 1872 | 1876 | 1881 | 1886 | 1891 | 1896 |
| ---- | ---- | ---- | ---- | ---- | ---- | ---- | ---- | ---- |
| 220  | 200  | 223  | 224  | 235  | 219  | 230  | 205  | 222  |

| 1901 | 1906 | 1911 | 1921 | 1926 | 1931 | 1936 | 1946 | 1954 |
| ---- | ---- | ---- | ---- | ---- | ---- | ---- | ---- | ---- |
| 220  | 217  | 198  | 167  | 192  | 202  | 182  | 202  | 228  |

| 1962 | 1968 | 1975 | 1982  | 1990  | 1999  | 2006  | 2008  | 2013  |
| ---- | ---- | ---- | ----- | ----- | ----- | ----- | ----- | ----- |
| 286  | 353  | 821  | 1 740 | 2 347 | 3 201 | 3 332 | 3 368 | 3 930 |

| 2018  | 2022  | - | - | - | - | - | - | - |
| ----- | ----- | - | - | - | - | - | - | - |
| 4 089 | 4 322 | - | - | - | - | - | - | - |

| selon la population municipale des années : | 1968 | 1975 | 1982 | 1990 | 1999 | 2006 | 2009 | 2013 |
| Rang de la commune dans le département      | 175  | 106  | 68   | 57   | 48   | 57   | 58   | 57   |
| Nombre de communes du département           | 592  | 582  | 586  | 588  | 588  | 588  | 589  | 589  |

### Enseignement
Montrabé fait partie de l'académie de Toulouse.
L'éducation est assurée sur la commune de Montrabé de la crèche, en passant par l'école maternelle Jean de la Fontaine et l'école élémentaire Jean Moulin, jusqu'au collège Paul Cézanne.

### Équipements culturels
Beaucoup d'activités sont disponibles, par la multiplicité et la diversité des associations, dont un club informatique avec plus de 130 adhérents.
- Une salle de spectacle « La Rotonde » et une salle pour les associations « L'accent ».
- Bibliothèque municipale fermée par la municipalité en 2023

### Santé
Laboratoire d’analyses médicales, pharmacie, vétérinaire.

### Sports
Montrabé accueille une équipe de football américain : Les Comètes.
Cette équipe, championne de France de D3 (Casque d'Argent) en 1994, joue actuellement en D3.
Les cadets (15-16 ans) et les juniors (17-19 ans) jouent les championnats régionaux. Les Comètes jouent au stade Bastié, stade proche de la gare SNCF de Montrabé.

#### Équipements sportifs
Golf Saint Gabriel golf (9 trous) situé à cheval sur les communes de Montrabé et de Beaupuy, 3 terrains de football, 3 courts de tennis, 3 boulodromes, 1 skate park, 1 city stade, 2 gymnases, 1 terrain de basket-ball extérieur, 1 salle de gymnastique et une salle de danse.

## Culture locale et patrimoine

### Lieux et monuments

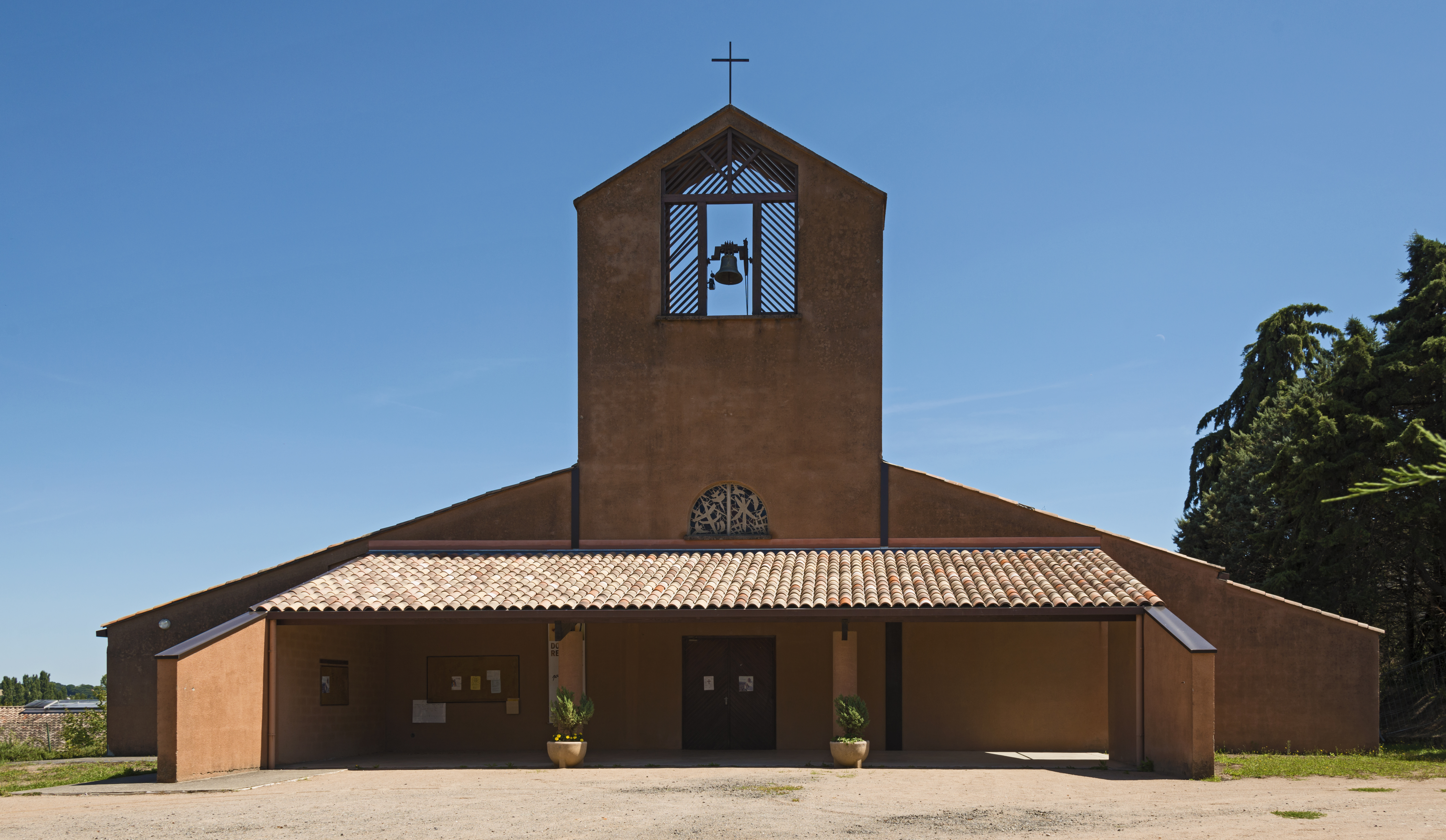
Église Saint-Martial.

- À la sortie du Val Rose, dans le quartier de Mont Pin, un calvaire, dont l'origine est indéterminée, borde la rue Mireille.
- Église Notre-Dame de l'Espérance.

### Personnalités liées à la commune

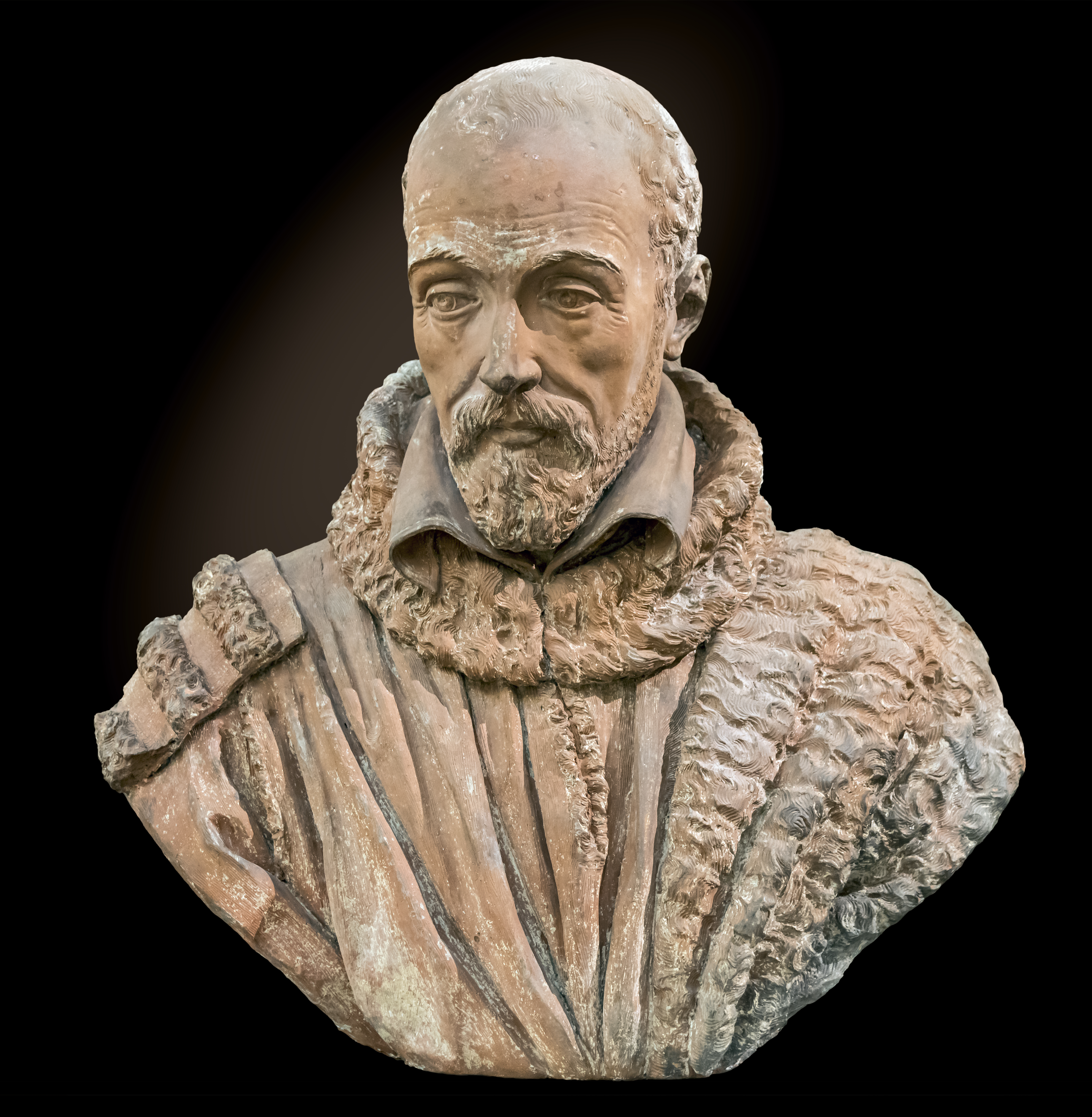
Philippe de Bertier

- Philippe de Berthier (mort en 1611) fut seigneur de Montrabé et président à mortier du parlement de Toulouse. Il est le père de Jean-Philippe de Bertier Premier président du parlement de Toulouse. Son buste par Marc Arcis est au Musée des Augustins de Toulouse.
- Auguste Belloc (1805-1873) : photographe né à Montrabé.
- Roger Tassera (1928-2008) : architecte, ingénieur, compagnon du devoir.

### Héraldique
| Montrabé | Son blasonnement est : Taillé au 1) d’azur au demi-moulin à vent d’or mouvant du flanc et du trait de partition, chargé d’un épi de blé de sable, senestré d’une croisette cléchée de pommetée de douze pièces aussi d’or, au 2) d’or à la fontaine en demi-profil d’argent*, mouvant du flanc et de la pointe, au robinet de sable déversant, jusqu’à la pointe, une eau d’azur en forme de foi en barre, adextrée d’une colombe contournée de sable ; au chêne du sable brochant sur la partition au canton senestre du chef.. |